# Diphya pumila
Diphya pumila là một loài nhện trong họ Tetragnathidae.
Loài này thuộc chi Diphya. Diphya pumila được Eugène Simon miêu tả năm 1889.